# Locris livida
Locris livida är en insektsart som beskrevs av Jacobi 1910. Locris livida ingår i släktet Locris och familjen spottstritar. Inga underarter finns listade i Catalogue of Life.